# Feet of Mud
Feet of Mud è un cortometraggio statunitense del 1924, diretto da Harry Edwards, con Harry Langdon.

## Trama
Il goffo Harry, riserva in una squadra di rugby, entra in campo negli ultimi minuti di una partita e riesce a realizzare, per quanto fortuitamente, una meta, per cui viene complimentato da sua madre e da Nina, la sua amata.
Il padre di Nina è un pezzo grosso di Wall Street, e non vuole concedere allo spiantato Harry la mano della figlia, a meno che non riesca prima a farsi strada nella vita: a tal fine gli consegna una raccomandazione che gli permetterà di trovare lavoro nella pubblica amministrazione.
La mansione a cui viene adibito Harry è quella di spazzino. Egli non tarderà, nell’esercizio delle proprie funzioni, a trovarsi nei guai con la polizia.
Dopo una fuga in metrò, Harry emerge a Chinatown, nel bel mezzo di uno scontro fra gang rivali. Una comitiva di turisti, di cui fanno parte Nina, suo padre e la mamma di Harry, visita Chinatown, e, in quell’occasione, si perdono le tracce di Nina, rapita da una banda di malviventi.
Harry riuscirà rocambolescamente a liberare Nina, conquistandosi in tal modo anche la fiducia del futuro suocero.